# Baincthun
Baincthun är en kommun i departementet Pas-de-Calais i regionen Hauts-de-France i norra Frankrike. Kommunen ligger i kantonen Boulogne-sur-Mer-Sud som tillhör arrondissementet Boulogne-sur-Mer. År 2022 hade Baincthun 1 321 invånare.

## Befolkningsutveckling
Antalet invånare i kommunen Baincthun
| Referens: INSEE |